# 황룡초등학교 추암분교
황룡초등학교 추암분교는 대한민국 전라남도 장성군 서삼면에 있었던 초등학교이다. 소재지는 전라남도 장성군 서삼면 증암길 10 (추암리 100-1) 위치해왔다.

## 역사
- 1960년 8월 24일 설립인가
- 1961년 4월 27일 서삼국민학교 추암분교장 개교
- 1970년 3월 1일 추암국민학교 인가
- 1984년 2월 16일 제12회 졸업
- 1984년 3월 1일 황룡국민학교 추암분교장 개편
- 1996년 3월 1일 황룡초등학교 추암분교장 개편
- 1997년 3월 1일 서삼초등학교로 통합

## 같이 보기
- 황룡초등학교
- 서삼초등학교